# 异叶苎麻
异叶苎麻（学名：Boehmeria allophylla）为荨麻科苎麻属的植物，是中国的特有植物。分布在中国大陆的广西等地，多生于山地溪边，目前尚未由人工引种栽培。